# Isoperla nanchana
Isoperla nanchana är en bäcksländeart som beskrevs av Navás 1922. Isoperla nanchana ingår i släktet Isoperla och familjen rovbäcksländor. Inga underarter finns listade i Catalogue of Life.